# 弗朗西斯島
弗朗西斯島（英語：Francis Island），是南極洲的島嶼，位於葛拉漢地東岸的鮑曼海岸，處於喬伊斯角東北面22公里，長13公里、寬9公里，現時由南極條約體系管理。